# Le Mesnil-au-Grain
Le Mesnil-au-Grain (lə mɛ.ni.l‿o.ɡʁɛ̃ⓘ) es una población y comuna francesa, situada en la región de Baja Normandía, departamento de Calvados, en el distrito de Caen y cantón de Villers-Bocage (Calvados).

## Demografía
| 55 | 40 | 40 | 37 | 50 | 57 |
| Para los censos de 1962 a 1999 la población legal corresponde a la población sin duplicidades (Fuente: INSEE [Consultar]) |    |    |    |    |    |